# Festival de Cinema Iberoamericà de Huelva
El Festival de Cinema Iberoamericà de Huelva (castellà: Festival de Cine Iberoamericano de Huelva) és un festival de cinema que se celebra des de 1974 a la ciutat de Huelva (Andalusia) i que està dedicat al cinema iberoamericà (creat en països americans i europeus de parla hispana i portuguesa). El premi principal es coneix com a Colón d'Or.
El festival té entre els seus objectius promocionar el cinema iberoamericà a Europa, així com el seu defensa i foment. Suposa un dels majors esdeveniments culturals de la ciutat i de la província de Huelva; per la seva projecció internacional, aquest festival és el degà dels festivals cinematogràfic d'Andalusia i el segon més antic d'Espanya per darrere del Festival Internacional de Cinema de Sant Sebastià.

## Seccions
A més de la Secció oficial competitiva, existeixen altres seccions com a Talento andaluz i Nous realitzadors així com premis paral·lels com La llave de la Libertad, atorgat pels reclusos de la presó provincial i premi de Radio Exterior de España.
Els premis principals són:
- Colón d'Or (millor pel·lícula de la Secció oficial).
- Premio Ciutat de Huelva (homenatge).
- Premis Luz (homenatges).
- Premi Juan Ramón Jiménez (millor pel·lícula de la secció Talent andalús).
- Caravel·les de Plata (premis de la secció Curtmetratges i Nous realitzadors).

### Colón d'Or

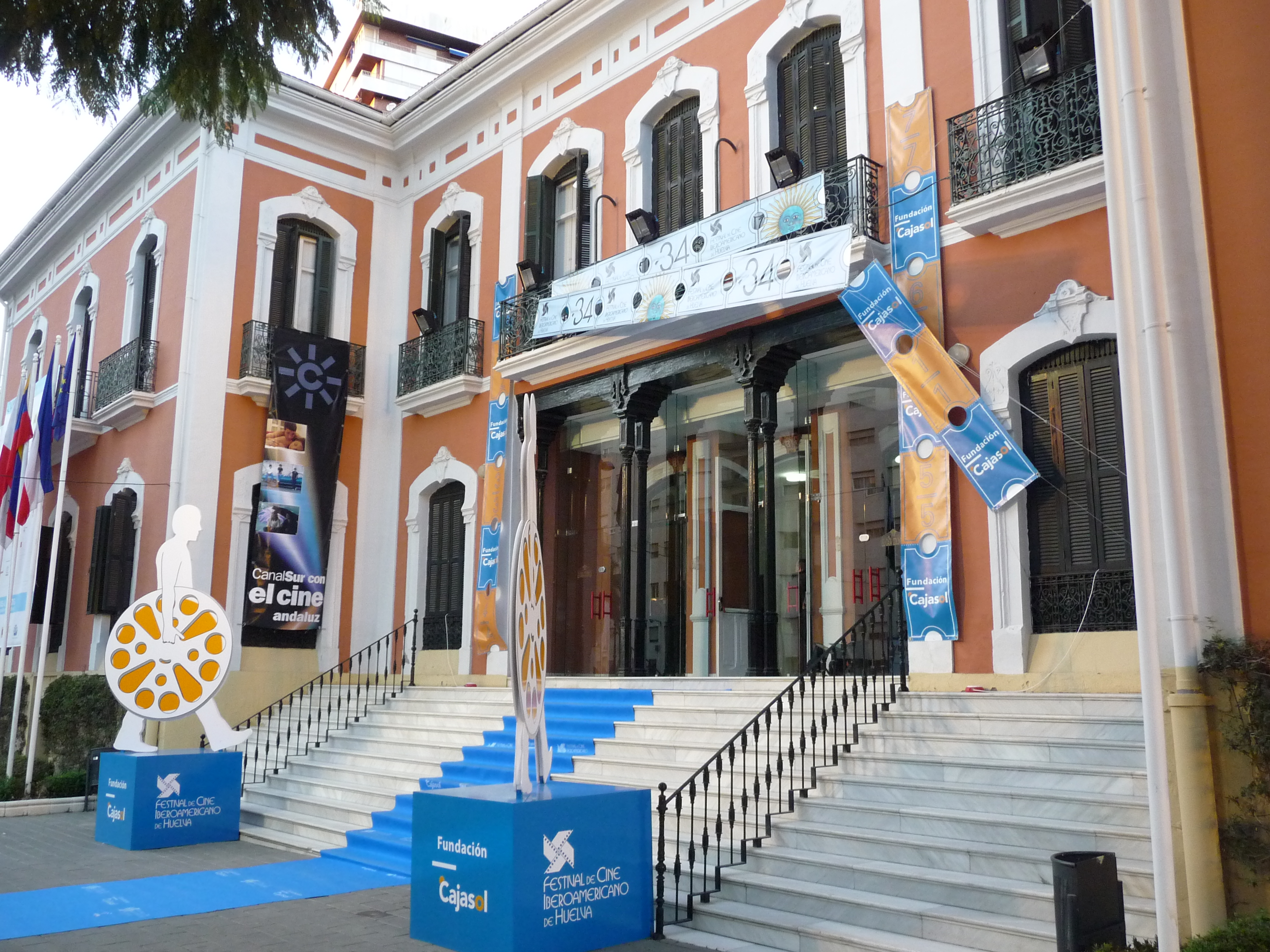
Casa Colón, durant la celebració de la 34a edición.

| Colón d'Or a la millor pel·lícula iberoamericana | Colón d'Or a la millor pel·lícula iberoamericana       | Colón d'Or a la millor pel·lícula iberoamericana     | Colón d'Or a la millor pel·lícula iberoamericana |
| Any                                              | Pel·lícula(s)                                          | Direcció                                             | País                                             |
| ------------------------------------------------ | ------------------------------------------------------ | ---------------------------------------------------- | ------------------------------------------------ |
| 1975                                             | Ya no basta con rezar                                  | Aldo Francia                                         | Xile                                             |
| 1976                                             | La última cena                                         | Tomás Gutiérrez Alea                                 | Cuba                                             |
| 1976                                             | Los traidores                                          | Grupo Cine de la Base                                | Argentina                                        |
| 1977                                             | Cantata de Chile                                       | Humberto Solás                                       | Cuba                                             |
| 1978                                             | Chuvas de Verão                                        | Carlos Diegues                                       | Brasil                                           |
| 1979                                             | Julio comienza en julio                                | Silvio Caiozzi                                       | Xile                                             |
| 1980                                             | A culpa                                                | António Vitorino D'Almeida                           | Portugal                                         |
| 1980                                             | La viuda de Montiel                                    | Miguel Littín                                        | Mèxic                                            |
| 1981                                             | Cerromaior                                             | Luis Felipe Rocha                                    | Portugal                                         |
| 1982                                             | Últimos días de la víctima                             | Adolfo Aristarain                                    | Argentina                                        |
| 1983                                             | Ardiente paciencia                                     | Antonio Skármeta                                     | Xile                                             |
| 1984                                             | Asesinato en el Senado de la Nación                    | Juan José Jusid                                      | Argentina                                        |
| 1984                                             | Los chicos de la guerra                                | Bebe Kamin                                           | Argentina                                        |
| 1985                                             | El rigor del destino                                   | Gerardo Vallejo                                      | Argentina                                        |
| 1986                                             | Pobre mariposa                                         | Raúl de la Torre                                     | Argentina                                        |
| 1987                                             | Bésame mucho                                           | Francisco Ramalho                                    | Brasil                                           |
| 1988                                             | A mulher do próximo                                    | José Fonseca e Costa                                 | Portugal                                         |
| 1989                                             | Juliana                                                | Fernando Espinoza i Alejandro Legaspi                | Perú                                             |
| 1990                                             | Después de la tormenta                                 | Tristán Bauer                                        | Argentina                                        |
| 1991                                             | Las tumbas                                             | Javier Torre                                         | Argentina                                        |
| 1992                                             | Adorables mentiras                                     | Gerardo Chijona                                      | Cuba                                             |
| 1992                                             | El beso del sueño                                      | Rafael Moreno Alba                                   | Espanya                                          |
| 1993                                             | La estrategia del caracol                              | Sergio Cabrera                                       | Colòmbia                                         |
| 1994                                             | Reina y Rey                                            | Julio García Espinosa                                | Cuba                                             |
| 1995                                             | Sicario                                                | José Ramón Novoa                                     | Veneçuela                                        |
| 1996                                             | Como un relámpago                                      | Miguel Hermoso                                       | Espanya                                          |
| 1997                                             | Como Nascem os Anjos                                   | Murillo Salles                                       | Brasil                                           |
| 1998                                             | Traição                                                | Arthur Fortes, Claudio Torres i José Enrique Fonseca | Brasil                                           |
| 1999                                             | Garage Olimpo                                          | Marco Bechis                                         | Argentina                                        |
| 2000                                             | Coronación                                             | Silvio Caiozzi                                       | Xile                                             |
| 2001                                             | En la puta vida                                        | Beatriz Flores Silva                                 | Uruguai                                          |
| 2002                                             | Madame Satã                                            | Karim Aïnouz                                         | Brasil                                           |
| 2003                                             | El viaje hacia el mar                                  | Guillermo Casanova                                   | Uruguai                                          |
| 2004                                             | Whisky                                                 | Juan Pablo Rebella i Pablo Stoll                     | Uruguai                                          |
| 2006                                             | El violín                                              | Francisco Vargas                                     | Mèxic                                            |
| 2007                                             | Luz silenciosa                                         | Carlos Reygadas                                      | Mèxic                                            |
| 2008                                             | La buena vida                                          | Andrés Wood                                          | Xile                                             |
| 2009                                             | La nana                                                | Sebastián Silva                                      | Xile                                             |
| 2010                                             | Hermano                                                | Marcel Rasquin                                       | Veneçuela                                        |
| 2011                                             | Eu Receberia as Piores Notícias dos Seus Lindos Lábios | Beto Brant i Renato Ciasca                           | Brasil                                           |
| 2012                                             | Infancia clandestina                                   | Benjamín Ávila                                       | Argentina, Brasil, Espanya                       |
| 2013                                             | Workers                                                | José Luis Valle                                      | Mèxic, Alemanya                                  |
| 2014                                             | Zanahoria                                              | Enrique Buchichio                                    | Uruguai, Argentina                               |
| 2015                                             | Magallanes                                             | Salvador del Solar                                   | Perú, Argentina, Espanya                         |
| 2016                                             | Pizarro                                                | Simón Hernández                                      | Colòmbia                                         |
| 2017                                             | La novia del desierto                                  | Cecilia Atán i Valeria Pivato                        | Argentina, Xile                                  |
| 2018                                             | Miriam miente                                          | Natalia Cabral i Oriol Estrada                       | República Dominicana, Espanya                    |
| 2019                                             | Canción sin nombre                                     | Melina León                                          | Espanya, Perú                                    |
| 2020                                             | Planta permanente                                      | Ezequiel Radusky                                     | Argentina, Uruguai                               |

### Premis Ciutat de Huelva
- 1998 - Edward James Olmos i María Conchita Alonso
- 1999 - Miguel Littín, Ángela Molina i Gerardo Herrero
- 2000 - Federico Luppi i Sara Montiel
- 2001 - Julio García Espinosa i Carmen Sevilla
- 2002 - Adolfo Aristarain
- 2003 - Jorge Ruiz e Imanol Arias
- 2004 - Norma Aleandro i Concha Velasco
- 2005 - Sancho Gracia, Leonardo Sbaraglia i Manoel de Oliveira
- 2006 - Ernesto Alterio i José María Morales
- 2007 - Maribel Verdú i Manuel Pérez Estremera
- 2008 - Juan Luis Galiardo i Enrique González Macho
- 2009 - José Luis Gómez i Joaquim de Almeida
- 2010 - Pedro Armendáriz Jr.
- 2011 - Acadèmia de les Arts i les Ciències Cinematogràfiques d'Espanya[8] y Julio Fernández
- 2012 - Desert[9]
- 2013 - Antonio de la Torre
- 2014 - Soledad Villamil - José Luis Garci
- 2015 - Belén Rueda, Aitana Sánchez-Gijón i José Torres.
- 2016 - Jorge Perugorría.
- 2017 - Darío Grandinetti.
- 2018 - Kiti Mánver.
- 2019 - Juana Acosta.
- 2020 - Alberto Rodríguez.

### In memoriam
- 1999 - Juanita Reina
- 2001 - Anthony Quinn i Francisco Rabal
- 2007 - Emma Penella